# Capella de la Creu de Sant Venerand
La Capella de la Creu de Sant Venerand és una obra de Riudecols (Baix Camp) protegida com a Bé Cultural d'Interès Local.

## Descripció
Petita capella de planta quadrada coberta amb falsa cúpula de maons i amb murs de paredat. A l'interior hi ha restes d'un mosaic de rajoles de ceràmica catalana, figurant un altar.

## Història
Petita capella de finals del segle xvii amb elements del segle xviii. Situada ran d'un camí, sembla correspondre a una tipologia de capella votiva.